# Lijst van rangen en insignes van de Ordnungspolizei

De omkranste politie adelaar (Polizeiadler) werd gedragen op de pet en op de linker mouw van alle geüniformeerde politie.

De rangen en insignes van de Ordnungspolizei werd ontwikkeld in 1936, na de nationalisering van de Duitse politie korpsen.

## Ordnungspolizei rang titels
De rangen van de Ordnungspolizei (Orpo) waren gebaseerd op de lokale politie titels, en werd beschouwd als een apart rangen systeem naast die van de SS. Het was ook mogelijk voor de Orpo-leden om een rang te bekleden in de Orpo hiërarchie en één in de SS hiërarchie, wat betekende dat ze twee rangen gelijktijdig hielden. In het geval van een Orpo-generaal die ook een politiegeneraal was, werd hij aangesproken met de titel Obergruppenführer und General der Polizei. Vanaf 1944 kregen alle Orpo-generaals een equivalente Waffen-SS rang zodat ze werden aangezien als militaire officieren in plaats van politieambtenaren (wat weer van belang was wanneer ze door de geallieerden gevangengenomen werden). Het gevolg hiervan was dat de Orpo-generaals, vanaf 1944 aangesproken werden met de titel SS-Obergruppenführer und General der Polizei und Waffen-SS.
Orpo-personeel wat ook lid was van de Allgemeine-SS, waren bevoegd om een geborduurde SS sigrunen badge op hun borstzak te dragen.

## Ordnungspolizei rang insignes
Als toevoeging op de kraagspiegel en de epaulet, droeg de Ordnungspolizei ook nog een omkranste politie adelaar op hun linker mouw. De kraagspiegels en epauletten en een adelaar (beneden de rang van Leutnant) op de mouw hadden een gekleurde achtergrond om het betreffende dienstvak aan te duiden, bijvoorbeeld groen voor Schutzpolizei (stadspolitie), wijnrood voor Gemeindepolizei, oranje voor Gendarmerie (landelijke politie), karmijnrood voor Feuerschutzpolizei (brandbeschermingspolitie), goud voor Wasserschutzpolizei (waterbeschermingspolitie), lichtgrijs voor Verwaltungspolizei (bestuurlijke afdeling van de Orpo).
| Orpo general rang           | SS equivalent       | Epaulet | Kraagspiegels1936–42 | Kraagspiegels1942–45 |
| Chef der Deutschen Polizei  | Reichsführer-SS     |         |                      |                      |
| Generaloberst der Polizei   | Oberstgruppenführer |         |                      |                      |
| General der Polizei         | Obergruppenführer   |         |                      |                      |
| Generalleutnant der Polizei | Gruppenführer       |         |                      |                      |
| Generalmajor der Polizei    | Brigadeführer       |         |                      |                      |

Aantekening: de meeste politiegeneraals, hoe meer de tijd voortduurde ook SS-generaal waren, droegen zij het typische SS-uniform, alleen bij specifieke politie aangelegenheden droegen ze hun politieuniform.
| Orpo officiersrang         | SS equivalent       | Epaulet | Kraagspiegels |
| Oberst der Polizei         | Standartenführer    |         |               |
| Oberstleutnant der Polizei | Obersturmbannführer |         |               |
| Major der Polizei          | Sturmbannführer     |         |               |
| Hauptmann der Polizei      | Hauptsturmführer    |         |               |
| Oberleutnant der Polizei   | Obersturmführer     |         |               |
| Leutnant der Polizei       | Untersturmführer    |         |               |

| Orpo manschappen rangen | Vertaling                                                                    | SS equivalent    | Epaulet | Kraagspiegels |
| Meister (Sergeant-majoor) | Meester                                                                      | Sturmscharführer |         |               |
| Hauptwachtmeister (Sergeant 1e Klasse)                                                                                        | Hoofdwachtmeester                                                            | Hauptscharführer |         |               |
| Revier-oberwachtmeister(Schupo)Bezirks-oberwachtmeister(Gendarmerie)Zugwachtmeister(Kasernierte Polizei) (Technisch sergeant) | Precinct hogere-wachtmeesterDistrict hogere-wachtmeesterPelotonswachtmeester | Oberscharführer  |         |               |
| Oberwachtmeister | Hogere-wachtmeester (Staf sergeant)                                          | Scharführer      |         |               |
| Wachtmeister (Sergeant) | Wachtmeester                                                                 | Unterscharführer |         |               |
| Rottmeister (Korporaal) | Sectiemeester                                                                | Rottenführer     |         |               |
| Unterwachtmeister (Constable)                                                                                                 | Onderwachtmeester                                                            | Sturmmann        |         |               |
| Anwärter (Constable kadet) | Kandidaat                                                                    | Mann             |         |               |

### Rang insigne 1941-1945
Unterwachtmeister der Schutzpolizei (1), Rottwachtmeister der Schutzpolizei (2), Wachtmeister der Schutzpolizei (3), Oberwachtmeister der Schutzpolizei (4), Revier-Oberwachtmeister der Schutzpolizei (5), Hauptwachtmeister der Schutzpolizei (6), Meister der Schutzpolizei (7), Leutnant der Schutzpolizei (8), Oberarzt der Polizei (9), Stabsarzt der Polizei (10), Regierungsrat (11), Oberfeldarzt der Polizei (12), Oberst der Gendarmerie (13), SS-Brigadeführer und Generalmajor der Polizei (14), SS-Gruppenführer und Generalleutnant der Polizei (15), SS-Obergruppenführer und General der Polizei (16), SS-Oberstgruppenführer und Generaloberst der Polizei (17), Reichsführer SS und Chef der Deutschen Polizei (18)

## Rang en loon
| NAVO-rang | Loonschaal | Jaarlijks loon Reichsmark (RM) (basisloon zonder toeslagen) | Mannschaften (manschappen) Unterführer (onderofficier) Revieroffiziere | Offiziere (officieren) | Overeenkomstige rang in de SS (Wehrmacht) |
| --------- | ---------- | ----------------------------------------------------------- | ---------------------------------------------------------------------- | ---------------------- | ----------------------------------------- |
| OR-1      | -          | ..                                                          | Anwärter                                                               |                        | SS-Anwärter (Schütze)                     |
| OR-1      | -          | ..                                                          | Anwärter (met meer dan 6 maanden dienst)                               |                        | SS-Mann (Oberschütze)                     |
| OR-2      | -          | ..                                                          | Unterwachtmeister                                                      |                        | SS-Sturmmann (Gefreiter)                  |
| OR-3      | A8c5       | 1536                                                        | Rottwachtmeister                                                       |                        | SS-Rottenführer (Obergefreiter)           |
| OR-4      | A8c4       | 1920                                                        | Wachtmeister                                                           |                        | SS-Unterscharführer (Unteroffizier)       |
| OR-5      | A8c3       | 2040                                                        | Oberwachtmeister                                                       |                        | SS-Scharführer (Unterfeldwebel)           |
| OR-6      | A8c2       | 2340                                                        | Revieroberwachtmeister                                                 |                        | SS-Oberscharführer (Feldwebel)            |
| OR-7      | A8c1       | 2370                                                        | Hauptwachtmeister (met minder dan 12 dienstjaren)                      |                        | SS-Hauptscharführer (Oberfeldwebel)       |
| OR-7      | A8a        | 2100 – 2800                                                 | Hauptwachtmeister (met meer dan 12 dienstjaren)                        |                        | SS-Hauptscharführer (Oberfeldwebel)       |
| OR-7      | A7c        | 2000 – 3000                                                 | Hauptwachtmeister (benoemd voor 12 april 1943)                         |                        | SS-Hauptscharführer (Oberfeldwebel)       |
| OR-8      | A7a        | 2350 – 3500                                                 | Meister                                                                |                        | SS-Sturmscharführer (Stabsfeldwebel)      |
| OF-1b     | A5b        | 2300 – 4200                                                 | Obermeister Revierleutnant                                             |                        | SS-Untersturmführer (Leutnant)            |
| OF-1b     | A4e        | 2800 – 4600                                                 |                                                                        | Leutnant               | SS-Untersturmführer (Leutnant)            |
| OF-1a     | A4e        | 2800 – 4600                                                 |                                                                        | Oberleutnant           | SS-Obersturmführer (Oberleutnant)         |
| OF-1a     | A4c2       | 2800 – 5000                                                 | Inspektor Revieroberleutnant                                           |                        | SS-Obersturmführer (Oberleutnant)         |
| OF-2      | A4c1       | 2800 – 5300                                                 | Revierhauptmann                                                        |                        | SS-Hauptsturmführer (Hauptmann)           |
| OF-2      | A3b        | 4800 – 6900                                                 |                                                                        | Hauptmann              | SS-Hauptsturmführer (Hauptmann)           |
| OF-3      | A2c2       | 8400                                                        |                                                                        | Major                  | SS-Sturmbannführer (Major)                |
| OF-4      | A2b        | 9700                                                        |                                                                        | Oberstleutnant         | SS-Obersturmbannführer (Oberstleutnant)   |
| OF-5b     | A1a        | 12.600                                                      |                                                                        | Oberst                 | SS-Standartenführer (Oberst)              |
| OF-6      | B7a        | 16.000                                                      |                                                                        | Generalmajor           | SS-Brigadeführer (Generalmajor)           |
| OF-7      | B4         | 19.000                                                      |                                                                        | Generalleutnant        | SS-Gruppenführer (Generalleutnant)        |
| OF-8      | B3a        | 24.000                                                      |                                                                        | General                | SS-Obergruppenführer (General)            |
| OF-9      | B2         | 26.550                                                      |                                                                        | Generaloberst          | SS-Oberst-Gruppenführer (Generaloberst)   |

Het gemiddelde jaarloon van een industriearbeider was in 1939 1459 Reichsmark, en voor een particulier ingehuurd administratief medewerker 2772 Reichsmark.